# Печорско-Ылычский государственный заповедник: времена года (1947)
Печоро-Илычский государственный заповедник: Времена года — одна из первых научных монографий о природе Печоро-Илычского заповедника
- Автор: Варсанофьева, Вера Александровна (1890—1976) — геолог, геоморфолог, профессор.
- Редактор: Формозов Александр Николаевич (1899—1973) — зоолог, биогеограф, профессор.
- Составители: А. А. Бровина, О. А. Валькова, П. П. Юхтанов.

Печорско-Ылычский государственный заповедник: времена года / В. А. Варсанофьева; ответственный редактор А. Н. Формозов; Министерство науки и высшего образования Российской Федерации, Коми научный центр Уральского отделения Российской академии наук, Отдел гуманитарных междисциплинарных исследований. — Сыктывкар : ФИЦ Коми НЦ УРО РАН, 2023. — 573, [2] с. : ил., цв. ил. + [1] л. портр. — Библиогр.: с. 483—492. — Имен. указ.: с. 572—573. — 500 экз. — ISBN 978-5-89606-656-9. — DOI 10.19110/978-5-89606-656-9..

## История
Книга была подготовлена к печати в 1947 году, но не опубликована из-за проблем возникших у автора и редактора в период гонений на биологические науки (Лысенковщина) в СССР после Августовской сессии ВАСХНИЛ (1948).
Автор и редактор активно участвовали в охране природы и восстановлении сети заповедников в СССР.
Затем книга была дополнена материалами накопившимися до начала 1970-х годов.
В 2023 году (по архивным данным) Коми научный центр Уральского отделения Российской академии наук выпустил книгу «Печоро-Илычский государственный заповедник: Времена года», написанную В. А. Варсанофьевой и отредактированную А. Николаевичем Формозовым. Составители по архивным метериалам восстановили рукопись и дополнили её научными комментариями.
Фундаментальное издание представляет собой исторический документ и учебное пособие по природе Печоро-Илычского заповедника.
Это издание является ценным вкладом в науку и образование, предоставляя читателям уникальное представление о природе Печоро-Илычского заповедника и её взаимосвязях.
Книга могла бы стать стандартом для комплексных описаний других заповедных территорий, если бы была опубликована своевременно.

## Содержание книги
Книга содержит комплексное описание природы заповедника, включая геологию, географию, почвы, животный и растительный мир.
Особое внимание уделено сезонным и многолетним изменениям экосистем, а также истории изучения региона.
В тексте используются местные названия, рассказы охотников и легенды, что делает его более живым и интересным.
Историческая значимость
Книга написана до реформы заповедной системы СССР 1952 года, поэтому не содержит идеологических постулатов того времени.
Она служит важным источником для понимания развития геологических и биологических наук в СССР.
Вклад автора
Варсанофьева подробно описала свои экспедиции по Печорскому краю, начиная с 1921 года, и её участие в геологической съемке территории.
Её наблюдения и исследования сыграли ключевую роль в изучении геологии и геоморфологии региона.
Редакторская работа:
Формозов внёс значительный вклад в описание животного мира и пищевых цепей, а также организацию ежегодных стационарных наблюдений за природными явлениями («Летописи природы»).
Дополнительные материалы
Книга снабжена списком использованной литературы, именным указателем и четырьмя приложениями, которые включают ранние варианты текста, географические названия и биографические справки об упомянутых учёных.